# Yezoceryx continuus
Yezoceryx continuus là một loài tò vò trong họ Ichneumonidae.